# Шалені гроші (фільм, 2008)
«Шалені гроші» (англ. Mad Money) — американська кримінальна комедія 2008 режисера Келлі Хоурі. У головних ролях знялися Даян Кітон, Квін Латіфа та Кеті Голмс.

## Зміст
Події розгортаються навколо Бріджит, яка звикла увесь свій час присвячувати родині. Однак коли її чоловік втрачає роботу, Бріджит доводиться піти працювати у банк. Вона ходить на свої чергування прибиральниці, та коштів абсолютно не вистачає. Разом зі ще кількома жінками Бріджит вирішує здійснити пограбування.

## Ролі
- Даян Кітон — Бріджет Кардіган
- Квін Латіфа — Ніна Брюстер
- Кеті Голмс — Джекі Труман
- Тед Денсон — Дон Кардіган
- Роджер Кросс — Баррі
- Адам Ротенберг — Боб Труман
- Стівен Рут — Гловер
- Дж. С. Маккензі — Мандельброт
- Крістофер Мак-Дональд — Брюс Арбогаст
- Файнесс Мітчелл — Шон

## Оригінальний британський варіант
Оригінальна англійська версія 2001 року «Гарячі гроші» розповідає історію трьох жінок, Бріджет, Ліз і Джекі, які придумали план крадіжки фунтових банкнот, призначених для знищення в англійському Ессексі. Гроші клали на рахунок у банку.

## Критика
«Шалені гроші» в цілому отримали негативні відгуки критиків. Станом на 21 січня 2008 року, Rotten Tomatoes присудив фільму 20 % з 93 голосів. На Metacritic фільм отримав 41 бал зі 100, на основі 29 відгуків. Роджер Еберт дав фільму одну з половиною зірок і написав, що «суть в тому, що дівчатам це сподобається, а чоловікам — ні». Фільм отримав третє місце у рейтингу «10 найгірших фільмів 2008 року».

## Збори
У США фільм демонструвався у 2470 кінотеатрах і зібрав 20 668 843 долари. «Рейтер» назвала це скромним результатом.

## Цікаві факти
Слоганом фільму є фраза: «Це злочин усього їхнього життя».